# Leipzig
Leipzig (pronunție: [ˈlaɪptsɪç]ⓘ, simplificat [laipțig]) este un oraș din estul Germaniei. Este cel mai mare oraș și unul dintre cele 6 centre importante ale landului Saxonia (Sachsen).
Leipzig are, administrativ, statut de oraș-district (în germană kreisfreie Stadt), fiind unul dintre cele trei districte urbane ale landului Saxonia. Cele mai apropiate orașe mari sunt Berlin, la 145 km nord-est, Praga (în Cehia), la 195 km sud-est, și Frankfurt pe Main, la 295 km sud-vest de Leipzig. Numărul de locuitori ai orașului a trecut, în 1870, de cifra de 100.000, lucru prin care a devenit unul din orașele mari ale Prusiei. În prezent, orașul are o populație de peste o jumătate de milion de locuitori.

## Denumire
Numele orașului provine din limba slavă, sub formele Lipsk, Lipsko („locul cu tei”), păstrate în limba sorbă Lipsk și în cehă Lipsko. Forma latinizată a numelui orașului este Lipsia, variantă care a fost păstrată și în italiană. În limba română, denumirea veche a orașului era „Lipsca”, iar locuitorii erau numiți „lipscani”. Strada Lipscani din București se numește astfel datorită comercianților din Leipzig care obișnuiau să-și vândă mărfurile pe această stradă.

## Personalități născute aici
- Gottfried Wilhelm von Leibniz (1646 - 1716), filozof, matematician, fondatorul calculului diferențial și integral;
- Christian Thomasius (1655 - 1728), jurist, filozof;
- Moritz Wilhelm Drobisch (1802 - 1896, matematician;
- Richard Wagner (1813 - 1883), compozitor;
- Karl Liebknecht (1871 - 1919), activist marxist;
- Max Beckmann (1884 - 1950), pictor, grafician;
- Ruth Pfau (1929 - 2017), călugăriță, medic;
- Maria Simon (n. 1976), actriță;
- Grit Jurack (n. 1977), handbalistă;
- Bill Kaulitz (n. 1989), cântăreț.

## Galerie de imagini

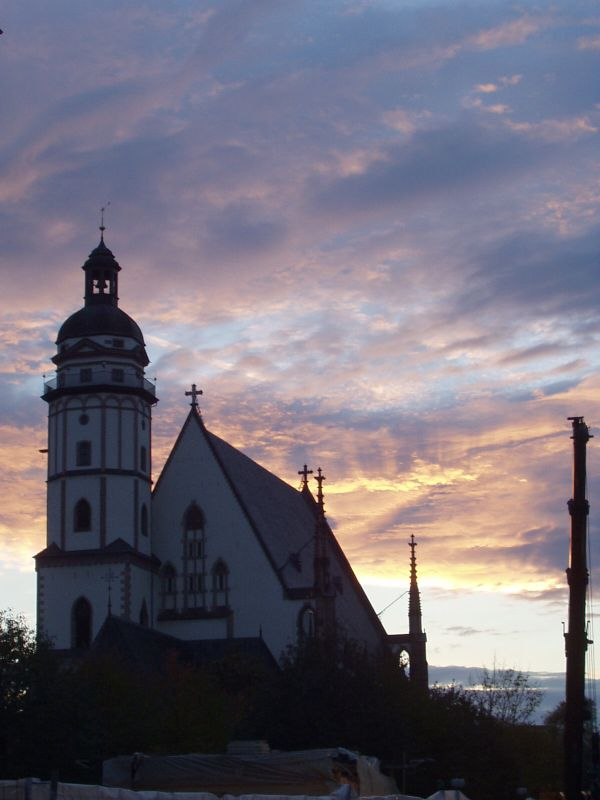
Biserica Sfântul Toma (Thomaskirche)